# Списък на психологическите методи на изследване
В психологията са използвани широк спектър от методи за изследване.
Повечето методи събират или качествени, или количествени данни, или и двете. Ето тук са главните методи на изследване:
- Лабораторен експеримент
- Полеви експеримент
- Квази експеримент
- Корелациионен
- Наблюдение, може ба бъде естествено, с участници или контролирано.
- Изследване на случай
- Интервю, може да бъде структурирано или неструктурирано.
- Статистическо изследване
- Проспективно изследване
- Ретроспективно изследване.
- Дългосрочно изучаване
- Кръстосано групово изследване
- Мета анализ
- Контент анализ